# Federation of British Artists

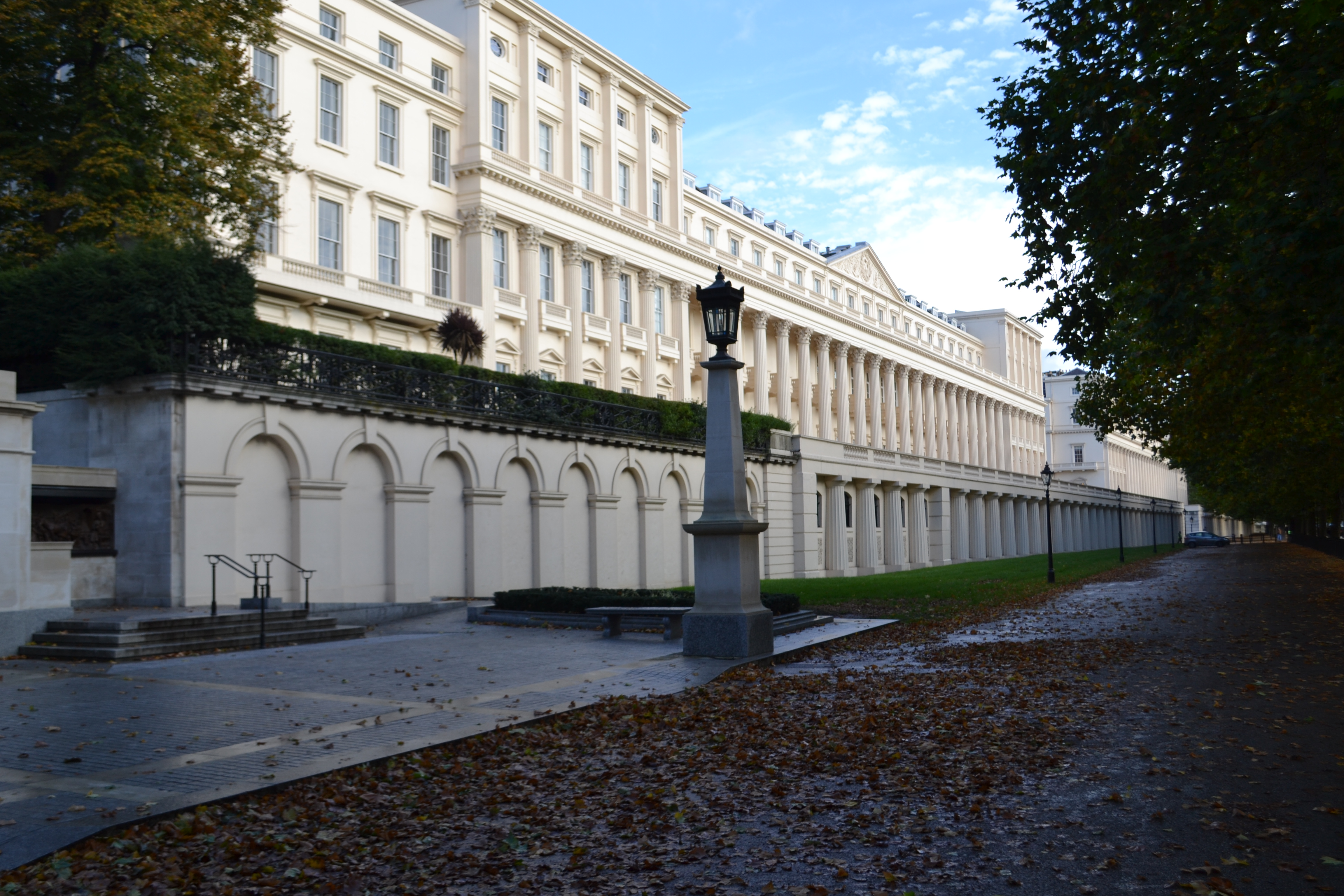
Carlton House Terrace

Die Federation of British Artists (FBA) ist die Dachorganisation für insgesamt neun britische Künstlervereinigungen und hat ihren Sitz in den Mall Galleries, Carlton House Terrace 17 in London, wo auch die neun Gesellschaften der Federation of British Artists untergebracht sind. Ziel der FBA ist, die Öffentlichkeit für die Wertschätzung der bildenden Kunst zu gewinnen und das Schaffen von zeitgenössischen Künstlern zu veranschaulichen. 
Die FBA wurde 1960 gegründet und entstand aus dem Art Exhibitions Bureau, das die Ausstellungen verschiedener Kunstvereinigungen koordinierte. Die FBA hat heute über 500 Künstler-Mitglieder und konnte die Werke von bisher mehr als 10.000 Künstler in Ausstellungen zeigen, die von über 60.000 Personen pro Jahr besucht werden. Die eingereichten Arbeiten werden von namhaften Künstlern ausgewählt. Die Ausstellungen befassen sich mit verschiedensten Maltraditionen wie Freilichtmalerei, Historienmalerei, Landschaftsmalerei, Porträtmalerei und Stillleben oder widmen sich bestimmten Medien wie Ölfarbe, Acrylfarbe, Aquarell und Pastell. Die meisten Kunstwerke können käuflich erworben oder auch ausgeliehen werden. Eine weitere Förderung erhalten die Künstler durch über 100 Preise und Auszeichnungen, die über das ganze Jahr verliehen werden. Daneben veranstalten die Gesellschaften des FBA auch zahlreiche Workshops, Tutorials, Vorführungen und Vorträge.

## Gesellschaften der FBA
- Hesketh Hubbard Art Society
- New English Art Club
- Royal Institute of Oil Painters
- Royal Institute of Painters in Water Colours
- Royal Society of British Artists
- Royal Society of Marine Artists
- Royal Society of Portrait Painters
- Society of Wildlife Artists
- The Pastel Society